# Prêmio Contigo! Online 2021
Prêmio Contigo! Online 2021

14 de janeiro de 2022
Novela:
Gênesis
Série:
As Five
Atriz – Novela:
Vitória Strada
Ator – Novela:
Miguel Coelho
Atriz – Série:
Marjorie Estiano
Ator – Série:
Selton Mello
Cantora:
Marília Mendonça
Cantor:
Gustavo Mioto
Prêmio Contigo! de TV 

← 2020  ·  2022 →
O Prêmio Contigo! Online de 2021 foi a quinta edição online feita pela revista Contigo!, para premiar os melhores do ano de 2021. Os indicados foram anunciados em 1 de dezembro de 2021.
As grandes vencedoras foram as novelas Gênesis da RecordTV e Salve-se Quem Puder da TV Globo, ambas com 3 prêmios.

## Resumo
| Programa                      | Indicações | Vitórias |
| ----------------------------- | ---------- | -------- |
| Nos Tempos do Imperador       | 10         | 0        |
| Amor de Mãe                   | 7          | 0        |
| Gênesis                       | 7          | 3        |
| Salve-se Quem Puder           | 6          | 3        |
| Onde Está Meu Coração         | 5          | 0        |
| Sessão de Terapia             | 5          | 1        |
| Sob Pressão                   | 4          | 2        |
| Dom                           | 2          | 0        |
| As Five                       | 2          | 2        |
| Manhãs de Setembro            | 2          | 0        |
| Filhas de Eva                 | 2          | 0        |
| Jornal Nacional               | 2          | 1        |
| Que História É Essa, Porchat? | 2          | 0        |
| Big Brother Brasil 21         | 2          | 0        |
| Domingão do Faustão           | 2          | 0        |
| Hora do Faro                  | 2          | 0        |
| Eliana                        | 2          | 0        |
| Caldeirão                     | 2          | 1        |
| Encontro com Fátima Bernardes | 2          | 0        |
| The Masked Singer Brasil      | 2          | 2        |
| Mulheres                      | 2          | 1        |
| A Tarde É Sua                 | 2          | 0        |

## Vencedores e indicados
Os indicados foram revelados em 1 de dezembro de 2021. Os vencedores foram revelados em 14 de janeiro de 2022.
| Melhor Novela | Melhor Série – TV ou Streaming |
| --- | --- |

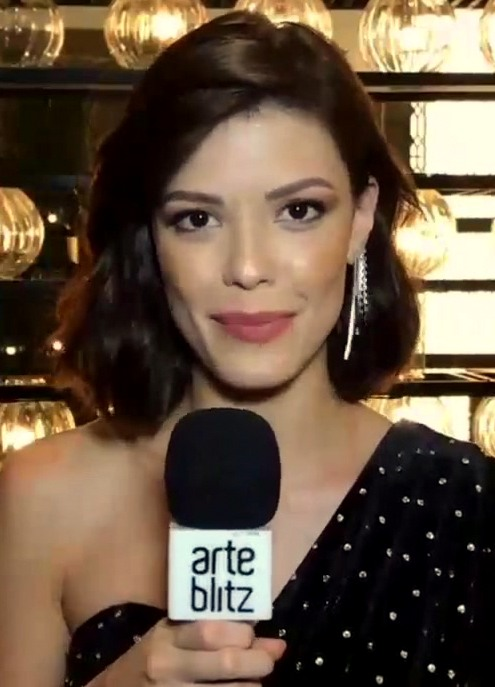
Vitória Strada, Atriz de Novela

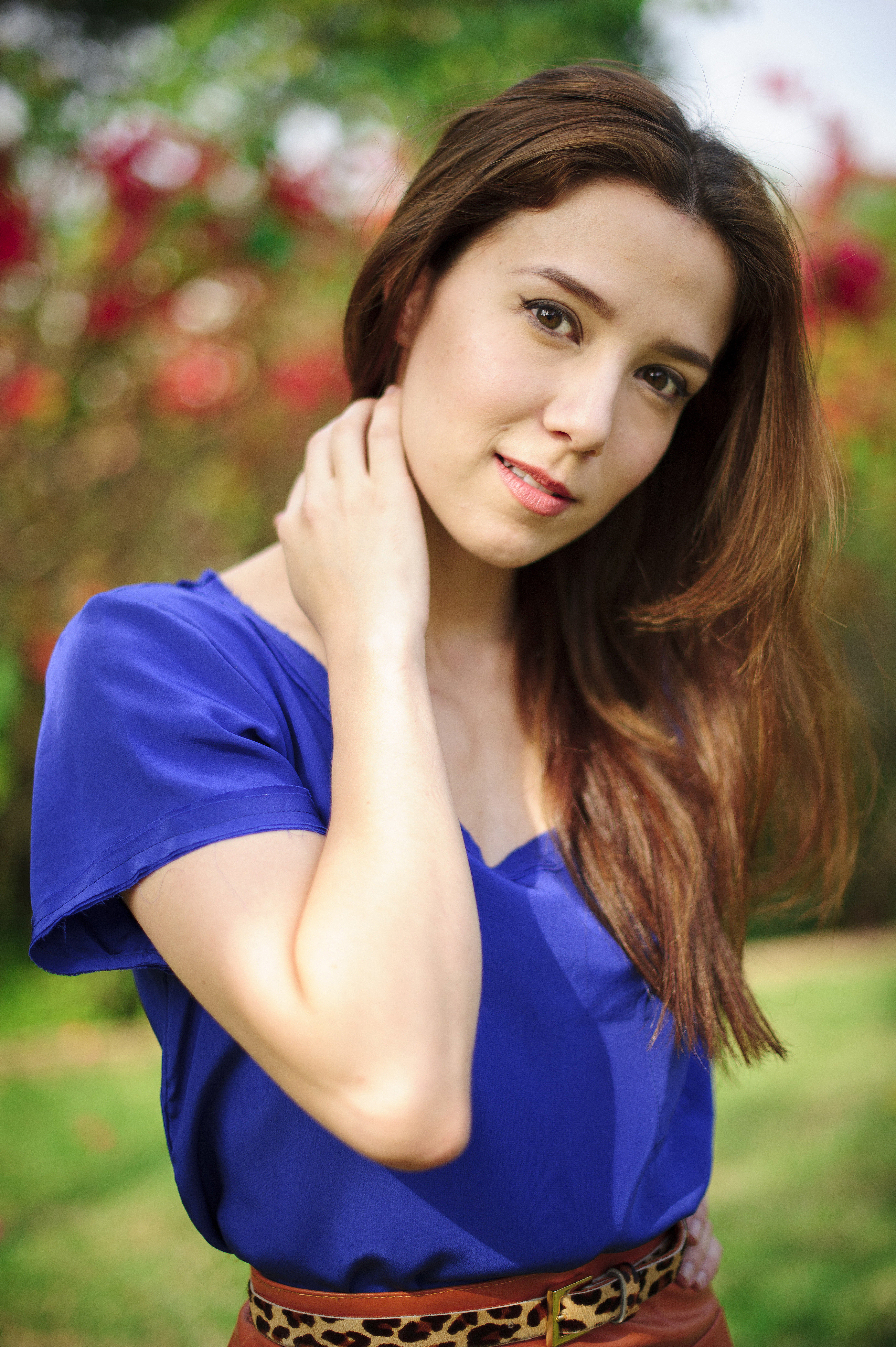
Marjorie Estiano, Atriz de Série

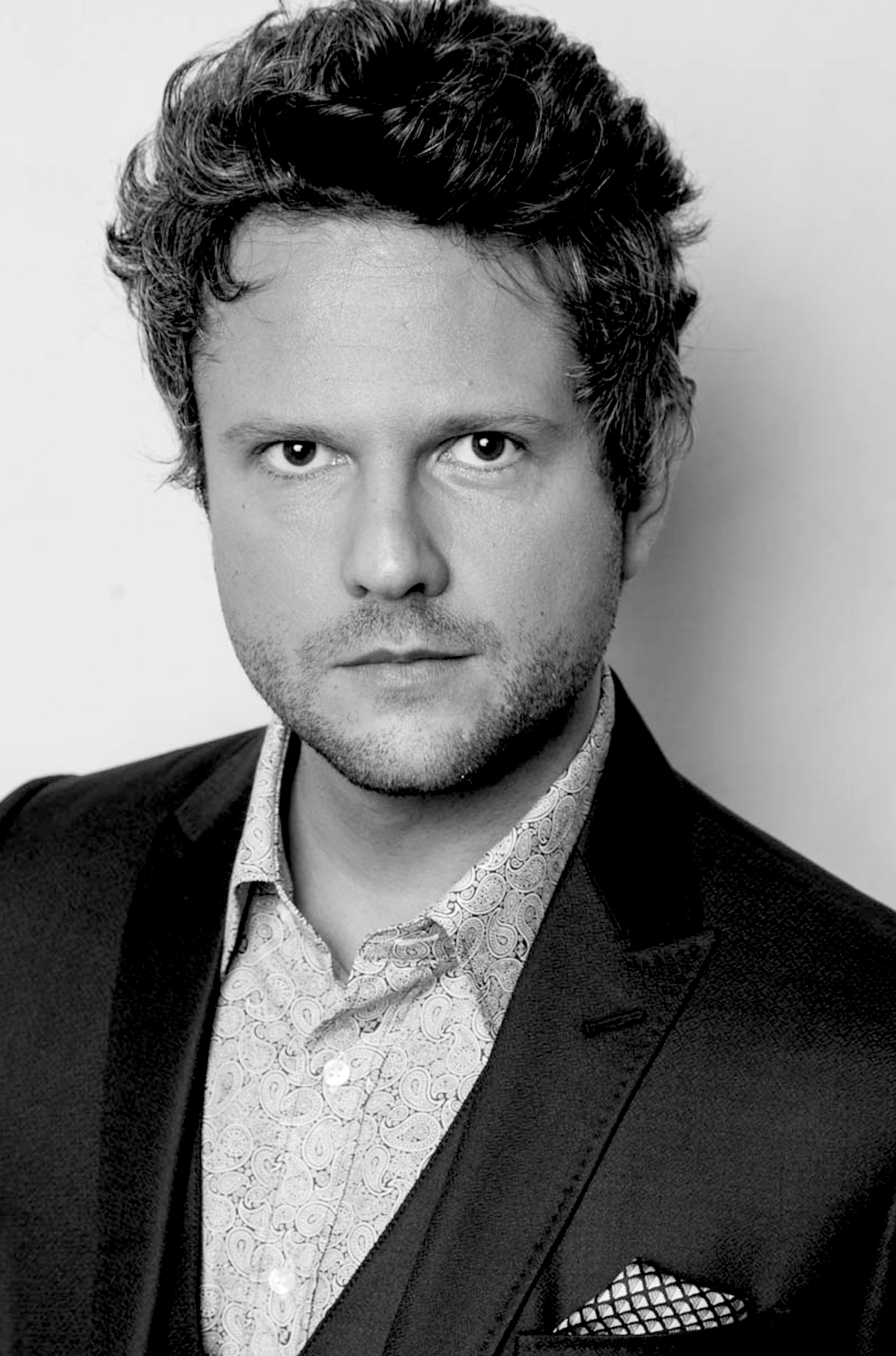
Selton Mello, Ator de Série

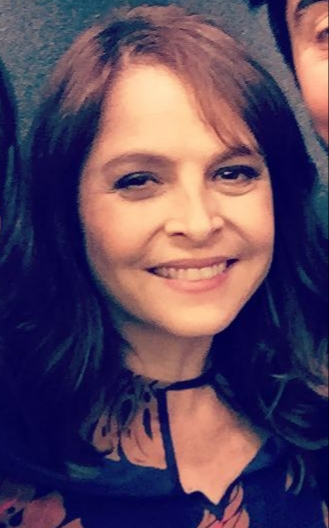
Drica Moraes, Atriz Coadjuvante

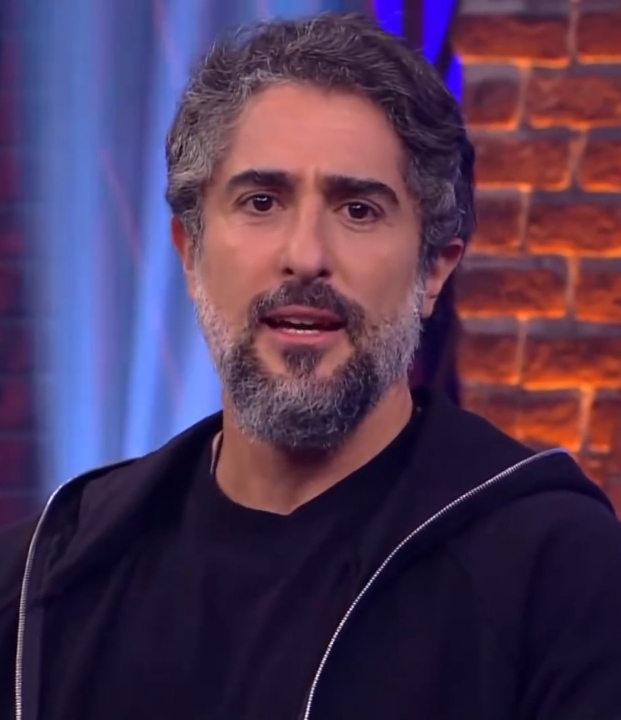
Marcos Mion, Apresentador

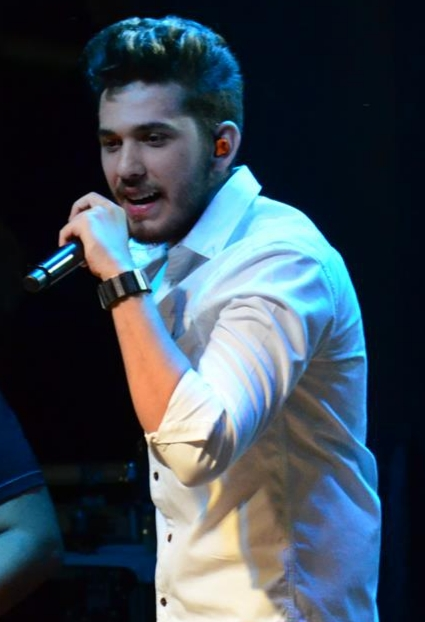
Gustavo Mioto, Cantor

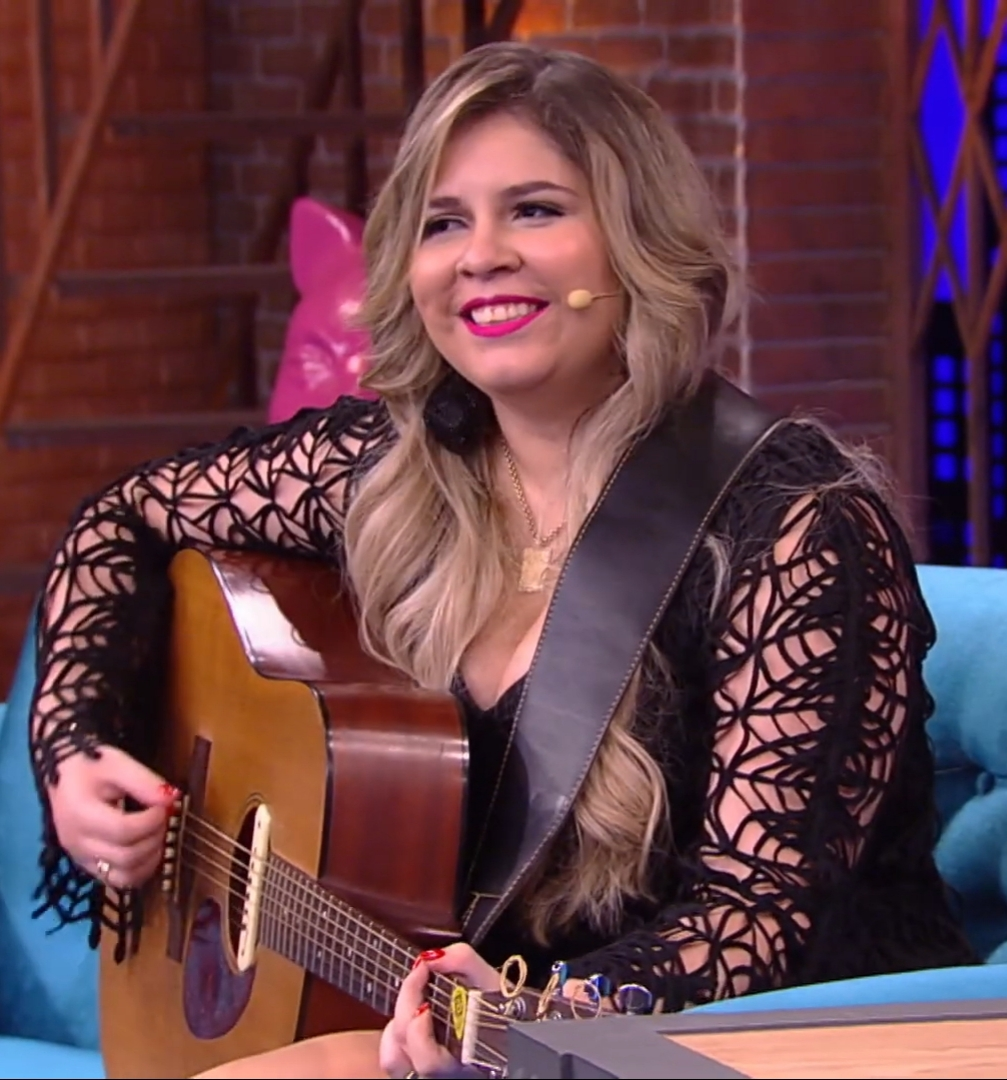
Marília Mendonça, Cantora

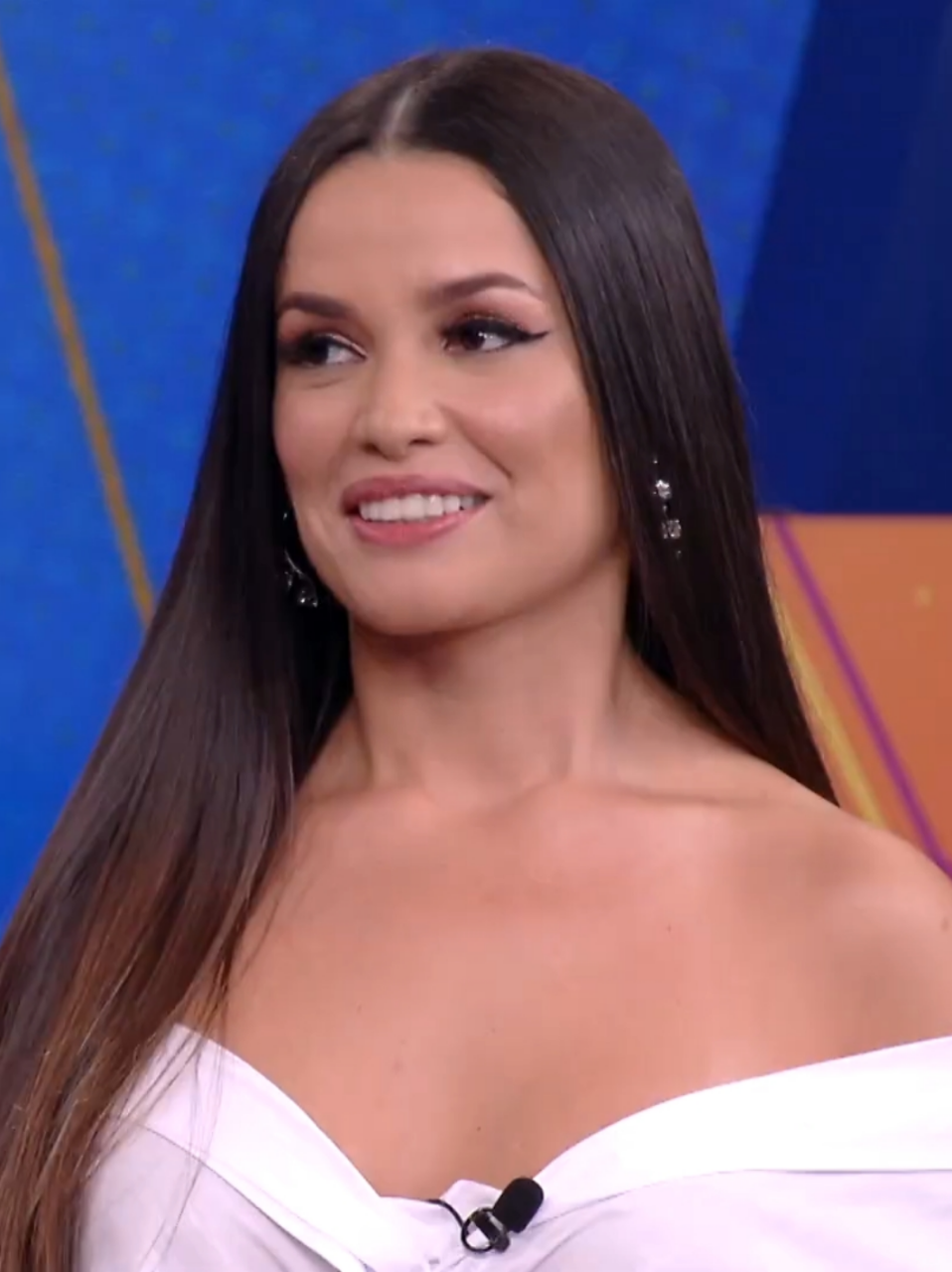
Juliette, Influenciador e Revelação Musical

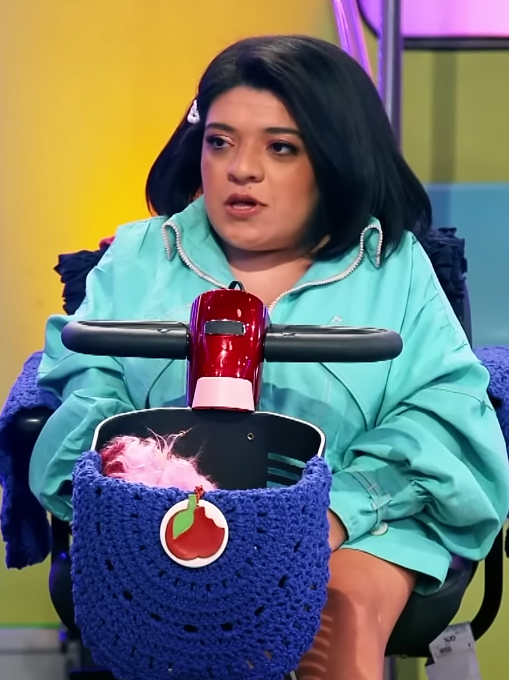
Pequena Lo, Tiktoker

| - Gênesis – (RecordTV) - Amor de Mãe – (TV Globo) - As Aventuras de Poliana – (SBT) - Nos Tempos do Imperador – (TV Globo) - Salve-se Quem Puder – (TV Globo)                                                                                                | - As Five – (Globoplay) - Cidade Invisível – (Netflix) - Dom – (Amazon Prime Video) - Onde Está Meu Coração – (Globoplay) - Sob Pressão – (TV Globo) |
| Melhor Atriz de Novela | Melhor Ator de Novela |
| - Vitória Strada – (Kyra em Salve-se Quem Puder) - Adriana Esteves – (Thelma em Amor de Mãe) - Michelle Batista – (Adinah / Lia em Gênesis) - Mariana Ximenes – (Luísa de Barros em Nos Tempos do Imperador) - Regina Casé – (Lurdes em Amor de Mãe)         | - Miguel Coelho – (Jacó em Gênesis) - Chay Suede – (Danilo / Domênico em Amor de Mãe) - João Baldasserini – (Zezinho em Salve-se Quem Puder) - Selton Mello – (Dom Pedro II em Nos Tempos do Imperador) - Zé Carlos Machado – (Abraão em Gênesis)                 |
| Melhor Atriz de Série | Melhor Ator de Série |
| - Marjorie Estiano – (Dra. Carolina em Sob Pressão) - Cássia Kis – (Haia em Desalma) - Giovanna Antonelli – (Lívia em Filhas de Eva) - Letícia Colin – (Dra. Amanda em Onde Está Meu Coração) - Liniker – (Cassandra em Manhãs de Setembro)                  | - Selton Mello – (Dr. Caio em Sessão de Terapia) - Daniel de Oliveira – (Miguel em Onde Está Meu Coração) - Gabriel Leone – (Pedro Dom em Dom) - Júlio Andrade – (Dr. Evandro em Sob Pressão) - Thomás Aquino – (Ivaldo em Manhãs de Setembro)                    |
| Melhor Atriz Coadjuvante de Novela/Série | Melhor Ator Coadjuvante de Novela/Série |
| - Drica Moraes – (Dra. Vera em Sob Pressão) - Gabriela Medvedovski – (Pilar em Nos Tempos do Imperador) - Luana Xavier – (Giovana em Sessão de Terapia) - Mariana Lima – (Sofia em Onde Está Meu Coração) - Miwa Yanagizawa – (Lídia em Sessão de Terapia)   | - Matheus Campos – (Lito em As Five) - Christian Malheiros – (Tony em Sessão de Terapia) - Fábio Assunção – (David em Onde Está Meu Coração) - Irandhir Santos – (Álvaro em Amor de Mãe) - Rodrigo Santoro – (Dr. Davi em Sessão de Terapia)                      |
| Melhor Atriz Mirim | Melhor Ator Mirim |
| - Alice Palmar – (Sandra em Salve-se Quem Puder) - Clara Galinari – (Brenda em Amor de Mãe) - Julia Freitas – (Dolores em Nos Tempos do Imperador) - Melissa Nóbrega – (Leopoldina em Nos Tempos do Imperador) - Nicole Tiezzi – (Cléo em Filhas de Eva)     | - Ygor Marçal – (Nico em Salve-se Quem Puder) - João Victor Menezes – (Guebo em Nos Tempos do Imperador) - João Guilherme Fonseca – (Harã em Gênesis) - Pedro Guilherme Rodrigues – (Tiago em Amor de Mãe) - Thor Becker – (Dominique em Nos Tempos do Imperador) |
| Revelação da TV | Melhor Programa Humorístico |
| - Marianna Alexandre – (Amarilis em Gênesis) - Bernardo de Assis – (Catatau em Salve-se Quem Puder) - Caio Manhente – (Abel em Gênesis) - João Pedro Zappa – (Nélio em Nos Tempos do Imperador) - Michel Gomes – (Jorge / Samuel em Nos Tempos do Imperador) | - Vai Que Cola – (Multishow) - A Praça É Nossa – (SBT) - Diário de Um Confinado – (Globoplay) - Greg News – (HBO) - Tô de Graça – (Multishow) |
| Melhor Programa de Auditório | Melhor Programa de Variedades |
| - Caldeirão – (TV Globo) - Domingão do Faustão – (TV Globo) - Eliana – (SBT) - Hora do Faro – (RecordTV) - Programa Silvio Santos – (SBT) | - Mulheres – (TV Gazeta) - A Tarde É Sua – (RedeTV!) - Encontro com Fátima Bernardes – (TV Globo) - Hoje em Dia – (RecordTV) - Melhor da Tarde – (Rede Bandeirantes)                                                                                              |
| Melhor Reality Show | Melhor Talk Show |
| - The Masked Singer Brasil – (TV Globo) - A Fazenda 13 – (RecordTV) - Big Brother Brasil 21 – (TV Globo) - Ilha Record – (RecordTV) - Super Dança dos Famosos – (TV Globo)                                                                                   | - Lady Night – (Multishow) - Conversa com Bial – (TV Globo) - Jojo Nove e Meia – (Multishow) - Que História É Essa, Porchat? – (GNT) - The Noite com Danilo Gentili – (SBT)                                                                                       |
| Melhor Série/Filme ou Programa Infantojuvenil | Melhor Âncora |
| - Diários de Intercâmbio – (Netflix) - Bom Dia & Cia – (SBT) - Bugados – (Gloob) - Confissões de uma Garota Excluída – (Netflix) - Detetives do Prédio Azul – (Gloob)                                                                                        | - Renata Vasconcellos – (Jornal Nacional) - César Tralli – (SP1) - Maju Coutinho – (Jornal Hoje) - Renata Lo Prete – (Jornal da Globo) - William Bonner – (Jornal Nacional)                                                                                       |
| Apresentadora de TV | Apresentador de TV |
| - Ivete Sangalo – (The Masked Singer Brasil) - Eliana – (Eliana) - Fátima Bernardes – (Encontro com Fátima Bernardes) - Regina Volpato – (Mulheres) - Sonia Abrão – (A Tarde É Sua)                                                                          | - Marcos Mion – (Caldeirão) - Fábio Porchat – (Que História É Essa, Porchat?) - Faustão – (Domingão do Faustão) - Rodrigo Faro – (Hora do Faro) - Tiago Leifert – (Big Brother Brasil 21)                                                                         |
| Melhor Cantora | Melhor Cantor |
| - Marília Mendonça | - Gustavo Mioto - Dilsinho - Gusttavo Lima - Luan Santana - Thiaguinho |
| Melhor Dupla Sertaneja | Música do Ano |
| - Jorge & Mateus - Israel & Rodolffo - Simone & Simaria - Maiara & Maraisa - Zé Neto & Cristiano | - "Batom de Cereja" - Israel & Rodolffo - "Baby Me Atende" - Matheus Fernandes e Dilsinho - "Morena" - Luan Santana - "Nota de Repúdio" - Gusttavo Lima - "Penhasco" - Luísa Sonza                                                                                |
| Melhor Live | Revelação Musical |
| - Ivete Sangalo e Claudia Leitte - O Trio - Leonardo - Cachaça e Cabaré 4 - Luan Santana e Fernando & Sorocaba - O inicio - Maiara e Maraisa, Tierry e Israel & Rodolffo - Arraiana - Raça Negra e Amigos                                                    | - Juliette Freire - João Gomes - Mari Fernandez - Zé Vaqueiro - Xamã |
| Melhor Podcast de Variedades | Melhor Podcast Jornalístico |
| - Podpah - Calcinha Larga - Flow - Mano a Mano - PodDarPrado | - Papo de Política - A Vida Secreta de Jair - Foro de Teresina - Isso está acontecendo - Quem lê tanta notícia |
| Casal do Ano | Melhor Tiktoker |
| - Zé Felipe e Virgínia Fonseca - Gabriel Medina e Yasmin Brunet - Lan Lan e Nanda Costa - Paolla Oliveira e Diogo Nogueira - Zé Neto e Natália Toscano | - Pequena Lo - Camilla de Lucas - João Ferdnan - Raphael Vicente - Ruivinha de Marte |
| Melhor Influenciador | |
| - Juliette Freire - Bianca Andrade - Camilla de Lucas - Carlinhos Maia - Felipe Castanhari - Felipe Neto - Gil do Vigor - Pequena Lo - Virgínia Fonseca - Whindersson Nunes                                                                                  | |